# Polemon (genre)
Genre
Polemon est un genre de serpents de la famille des Lamprophiidae. 

## Répartition
Les 12 espèces de ce genre se rencontrent en Afrique subsaharienne.

## Description
Ce sont des serpents venimeux.

## Liste d'espèces
Selon The Reptile Database (4 septembre 2014) :
- Polemon acanthias (Reinhardt, 1860)
- Polemon barthii Jan, 1858
- Polemon bocourti Mocquard, 1897
- Polemon christyi (Boulenger, 1903)
- Polemon collaris (Peters, 1881)
- Polemon fulvicollis (Mocquard, 1887)
- Polemon gabonensis (Duméril, 1856)
- Polemon gracilis (Boulenger, 1911)
- Polemon griseiceps (Laurent, 1947)
- Polemon neuwiedi (Jan, 1858)
- Polemon notatus (Peters, 1882)
- Polemon robustus (de Witte & Laurent, 1947)

## Publication originale
- Jan, 1858 : Plan d'une iconographie descriptive des ophidiens et description sommaire de nouvelles espèces de serpents. Revue et Magasin de Zoologie Pure et Appliquée, Paris, sér. 2, vol. 10, p. 438-449 & 514-527 (texte intégral).